# Wojciech Cieśla
Wojciech Cieśla (ur. 21 maja 1972) – polski dziennikarz.

## Życiorys
Pracował jako robotnik wysokościowy, pastuch i rysownik. Związany był z „Gazetą Wyborczą”, „Rzeczpospolitą”, „Polską The Times” oraz „Dziennikiem”. W latach 2012–2020 współpracował z tygodnikiem „Newsweek Polska”. Na fali zwolnień grupowych w Ringier Axel Springer Polska, w maju 2020, odszedł z tygodnika „Newsweek Polska”. 
Współzałożyciel (wraz z innymi dziennikarzami: Pawłem Reszką, Michałem Majewskim i Romanem Daszczyńskim) i prezes działającej od 2010 r. Fundacji Reporterów, redaktor naczelny portalu Frontstory, uruchomionego pod koniec 2021. Współpracuje z międzynarodowymi kolektywami dziennikarskimi - Investigate Europe i VSquare.
Wielokrotnie nominowany do najważniejszych nagród dziennikarskich w Polsce - m.in. Grand Press (m.in. 2016, 2021) czy Nagrody im. Dariusza Fikusa (2016, 2017). 
W 2009 otrzymał nagrodę Grand Press w kategorii dziennikarstwo śledcze za artykuł „Jak zarabia Transparency International?”. W tym samym roku Stowarzyszenie Dziennikarzy Polskich (SDP) przyznało mu tytuł Hieny Roku za „niezwykłe zdolności bajkopisarskie w dziennikarstwie”, by po 2 miesiącach „w związku z ustaleniem faktów potwierdzających błędy i zaniedbania redakcyjne wielu osób zaangażowanych w powstanie i opublikowanie wywiadu” tytuł mu ten odebrać i przyznać całej redakcji „Dziennik Polska-Europa-Świat”.

## Nagrody i wyróżnienia
- 2005 - Nagroda Radia ZET im. Andrzeja Woyciechowskiego (wraz z Alicją Kos) za program "Wędliny drugiej świeżości - afera Constaru"[15]
- 2009 - nagroda Grand Press w kategorii dziennikarstwo śledcze za artykuł "Jak zarabia Transparency International?"[12]
- 2016 - People Award (najlepszy materiał dziennikarski) za cykl testów śledczych „Wakacje w Bałtyku“ o przewodniczącym "Solidarności" Piotrze Dudzie[16][17]
- 2017 - nominacja do European Press Award za międzynarodowe śledztwo "Misuse of EU-funds: Messerschmidt’s foundations investigated for fraud"[18]

## Procesy
- Jeżeli zostałbym skazany na więzienie za tekst, to sobie to wytatuuję i będzie to mój ryngraf pod celą. Procesy to część naszej roboty – mówił w 2019 w wywiadzie dla "Magazynu Press".
- W 2013 został skazany prawomocnie z tytułu 212 kk za zniesławienie, do którego doszło w drodze napisania nierzetelnych artykułów prasowych[20][21][22]. W 2014 r. Cieśla zaskarżył  sprawę do Europejskiego Trybunału Praw Człowieka[23]. Po tym jak państwo polskie przyznało się do naruszenia, Trybunał w Strasburgu w tym przypadku stwierdził, że nie będzie zajmował się sprawą i decyzją z października 2019 roku skreślił ją ze swojej listy. Państwo polskie zgodziło się wypłacić dziennikarzowi 4 tys. euro[24].

- 29 września 2014 „Newsweek Polska” opublikował tekst, w którym Wojciech Cieśla twierdził, że w początkach firmy posła Kukiz '15 Marka Jakubiaka, biznesmenowi miały pomagać osoby związane z gdańską mafią. 25 lipca 2017 roku zapadł wyrok nakazujący tygodnikowi przeproszenie Jakubiaka na drugiej stronie pisma[25][26]. W innym procesie to Browary Jakubiak, należące do Jakubiaka, przegrały z Wojciechem Cieślą w sądzie - w czerwcu 2016 roku dziennikarz został prawomocnie uniewinniony w sprawie karnej dotyczącej artykułu "Dygotki husarza"[27][28].

- 5 lipca 2018 roku w Sądzie Najwyższym zapadł wyrok na mocy którego tygodnik Newsweek Polska zobowiązany jest zamieścić sprostowanie i przeprosić przewodniczącego NSZZ Solidarność Piotra Dudę. Cieśla wraz z innym byłym już dziennikarzem Newsweeka – Michałem Krzymowskim sugerowali w swoim artykule nadużywanie uprawnień szefa Solidarności w związku luksusowymi wakacjami w sanatorium „Bałtyk” w Kołobrzegu[29][30]. Sprawa o sprostowanie miała charakter formalny. Nie chodzi w tego typu postępowaniach o ustalenie, czy w tekście napisano prawdę[31][32][33].